# آرثر فان إسن
آرثر فان إسن (بالهولندية: Arthur van Essen)‏ هو أستاذ جامعي هولندي، ولد في 13 مايو 1938.